# Authume
Authume – miejscowość i gmina we Francji, w regionie Burgundia-Franche-Comté, w departamencie Jura.
Według danych na rok 1990 gminę zamieszkiwało 820 osób, a gęstość zaludnienia wynosiła 109 osób/km² (wśród 1786 gmin Franche-Comté Authume plasuje się na 200. miejscu pod względem liczby ludności, natomiast pod względem powierzchni na miejscu 604.).